# Ульяновка (Башмаковский район)
Ульяновка — упразднённая деревня в Башмаковском районе Пензенской области. Входила в состав Липовского сельсовета. Ликвидирована в 1990 г.

## География
Располагалась в 3 км к северу от центра сельсовета села Липовка.

## История
Основана в 1924 г.

## Население
Динамика численности населения села:
| Год             | 1926 | 1934 | 1959 | 1979 | 1989 |
| --------------- | ---- | ---- | ---- | ---- | ---- |
| Население, чел. | 158  | 195  | 208  | 78   | 7    |